# Всеукраїнський комітет сприяння вченим
Всеукраїнський комітет сприяння вченим (ВУКСВ) — напівурядова організація при уряді УСРР, створена наприкінці жовтня 1921. За своєю структурою повторювала Центральну комісію з поліпшення побуту вчених (рос. ЦеКУБУ) при РНК РСФРР. Комітет очолював Д.Мануїльський. До складу комітету входили як партійні і державні керівники (В.Затонський і В.Блакитний – нарком соціального забезпечення України та голова наукового комітету Укрголовпрофосу), так і професори (Д.Багалій, Д.Граве, В.Я.Данилевський, А.Кримський, С.Семковський та ін.). Протягом 1921–23 були відкриті відділення і представництва ВУКСВ у Києві, Катеринославі (нині м. Дніпро), Одесі, Полтаві, Чернігові, Кам'янці-Подільському, Ніжині, Миколаєві, Глухові – всього в 12 містах. Головним завданням ВУКСВ було підтримання мінімального життєвого рівня учених в умовах гострої нестачі матеріальних ресурсів, посиленої голодом 1921–1923. Через місцеві організації ВУКСВ проводив облік учених і діячів культури, які потребували матеріальної допомоги, захищав їхні житлові та юридичні права, забезпечував науковців продуктами харчування (академічний пайок), одягом, взуттям, ліками тощо, вирішував питання заробітної плати, укладання тарифних договорів, нормування робочого часу, пенсійного забезпечення, охорони здоров'я, санаторно-курортного лікування та ін. Фінансувався частково урядом УСРР та ЦеКУБУ.
1931 ВУКСВ реорганізований у Комісію сприяння вченим при Раднаркомі УСРР.